# Vaqueras de Bayamón
Vaqueras de Bayamón – żeński klub piłki siatkowej z Portoryko. Swoją siedzibę ma w Bayamon. Został założony w 2001.

## Kadra 2011/12
Źródło:
- 2.  Kelly Wing
- 3.  Brinnee Barker
- 5.  Shalimarie Merlo
- 8.  Lorraine Aviles
- 10. Enimarie Fernández
- 11. Jennifer Quesada
- 14. Joan Santos
- 15. Wilnelia González
- 16. Dalianliz Rosado
- 17. Erin Moore